# 赫爾曼冰川
赫爾曼冰川（英語：Helman Glacier），是南極洲的冰川，位於維多利亞地的博克格雷溫克海岸，處於阿德默勒爾蒂山脈地區，最終注入塔克冰川，現時由南極條約體系管理。